# Jenőfalva
Jenőfalva (horvátul: Podravlje) falu Horvátországban, Eszék-Baranya megyében. Közigazgatásilag Eszékhez tartozik.

## Fekvése
Eszék központjától 2 km-re északra, a Dráva bal partján, a Drávaszögben, az Eszékről Bellyére menő úttól keletre fekszik.

## Története
A települést 1720-ban alapította Savoyai Jenő herceg és róla Eugenfalunak, vagy németül Eugenidorfnak nevezték el. 1729-ben bajorországi katolikus németekkel telepítették be, akik a következő évszázadokban Dörflnek, (horvátul Derfl) nevezték. A falu a bellyei plébániához tartozott. Malmai voltak a Dráván, melyekben gabonát őröltek. Termőföldjük a Dráva áradásai miatt kevés volt. Amikor 1882-ben a fából készült eszéki vasúti híd összeomlott a Bosznia-Hercegovinából hazatérő huszárokat szállító vonat alatt Jenőfalva és Bellye népe mentette a katonákat. 1921-ig Bellye, 1991-ig pedig Eszék része volt.
Az első katonai felmérés térképén „Eugenius Falu” néven található. Lipszky János 1808-ban Budán kiadott repertóriumában „Eugéniusfalva” néven szerepel.
1857-ben 289, 1910-ben 375 lakosa volt. Baranya vármegye Baranyavári járásához tartozott. A település az első világháború után az új szerb-horvát-szlovén állam, majd később (1929-ben) Jugoszlávia része lett. Az 1991-es népszámlálás adatai szerint lakosságának 71%-a horvát, 15%-a szerb, 4%-a jugoszláv nemzetiségű volt. A településnek 2011-ben 357 lakosa volt.

## Lakossága
| Lakosság változása | Lakosság változása | Lakosság változása | Lakosság változása | Lakosság változása | Lakosság változása | Lakosság változása | Lakosság változása | Lakosság változása | Lakosság változása | Lakosság változása | Lakosság változása | Lakosság változása | Lakosság változása | Lakosság változása | Lakosság változása |
| ------------------ | ------------------ | ------------------ | ------------------ | ------------------ | ------------------ | ------------------ | ------------------ | ------------------ | ------------------ | ------------------ | ------------------ | ------------------ | ------------------ | ------------------ | ------------------ |
| 1857               | 1869               | 1880               | 1890               | 1900               | 1910               | 1921               | 1931               | 1948               | 1953               | 1961               | 1971               | 1981               | 1991               | 2001               | 2011               |
| 289                | 435                | 314                | 367                | 365                | 375                | 0                  | 567                | 410                | 492                | 715                | 991                | 670                | 467                | 358                | 357                |

(1921-ben lakosságát Bellyéhez számították. 1991-től önálló településként.)

## Gazdaság
A helyi gazdaság alapja a mezőgazdaság, az állattartás és a kézművesség.

## Oktatás
„Bambi” óvoda